# Futterwertleistungsprüfung
Eine Futterwertleistungsprüfung ist ein Warentest, der in der Regel von öffentlich-rechtlichen Institutionen, zum Beispiel von Lehr- und Versuchsanstalten, im Landwirtschaftsbereich durchgeführt wird.   
Gegenstand der Prüfung sind Futtermittel (Allein- oder Kombinationsfutter), die von verschiedenen privaten Anbietern auf dem freien Markt für die landwirtschaftliche Nutztierproduktion oder -haltung angeboten werden. Methodik und Auswertung sind an wissenschaftlichen Grundsätzen ausgerichtet. Im Vordergrund der Untersuchungen steht der Wirkungsgrad im Verhältnis von Preis und Leistung. Dabei ist zwischen Mastfutter, Futter für die Tierhaltung (zum Beispiel für Milchkühe und Legehennen) und Futter für Tierzuchten (zum Beispiel Pferdefutter) zu unterscheiden. 
Unabhängig davon werden bei allen Futterwertleistungsprüfungen die Inhaltsstoffe analysiert. Die Ergebnisse der regelmäßig über einen jeweils längeren Testzeitraum stattfindenden Futterwertleistungsprüfungen werden sowohl von den öffentlich-rechtlichen Institutionen, als auch von der landwirtschaftlichen Fachpresse veröffentlicht.